# 玛莉灌林区
玛莉灌林区是莫斯科东北行政区的一区，位于行政区最南端，面积4.68平方公里，人口62,191人。里加站、玛莉灌林站和萨维奥洛沃站位于此区。阿列克谢耶夫斯科耶区、梅夏涅区、特维尔区、布特尔基区和奥斯坦金诺区与该区接壤。